# Qadah-e Bala
Qadah-e Bala (em persa: قدح بالا, também romanizada como Qadaḩ-e Bālā) é uma aldeia do distrito rural de Maspi, no condado de Abdanan, da província de Ilam, Irã.
No censo de 2006, sua população era de 118 habitantes, em 24 famílias.